# 炉

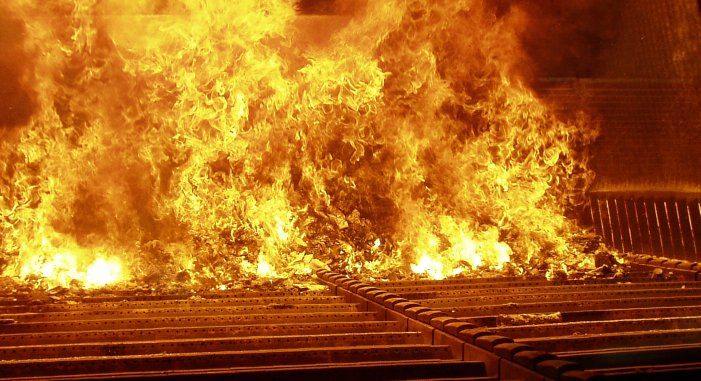
焚化爐的火焰台

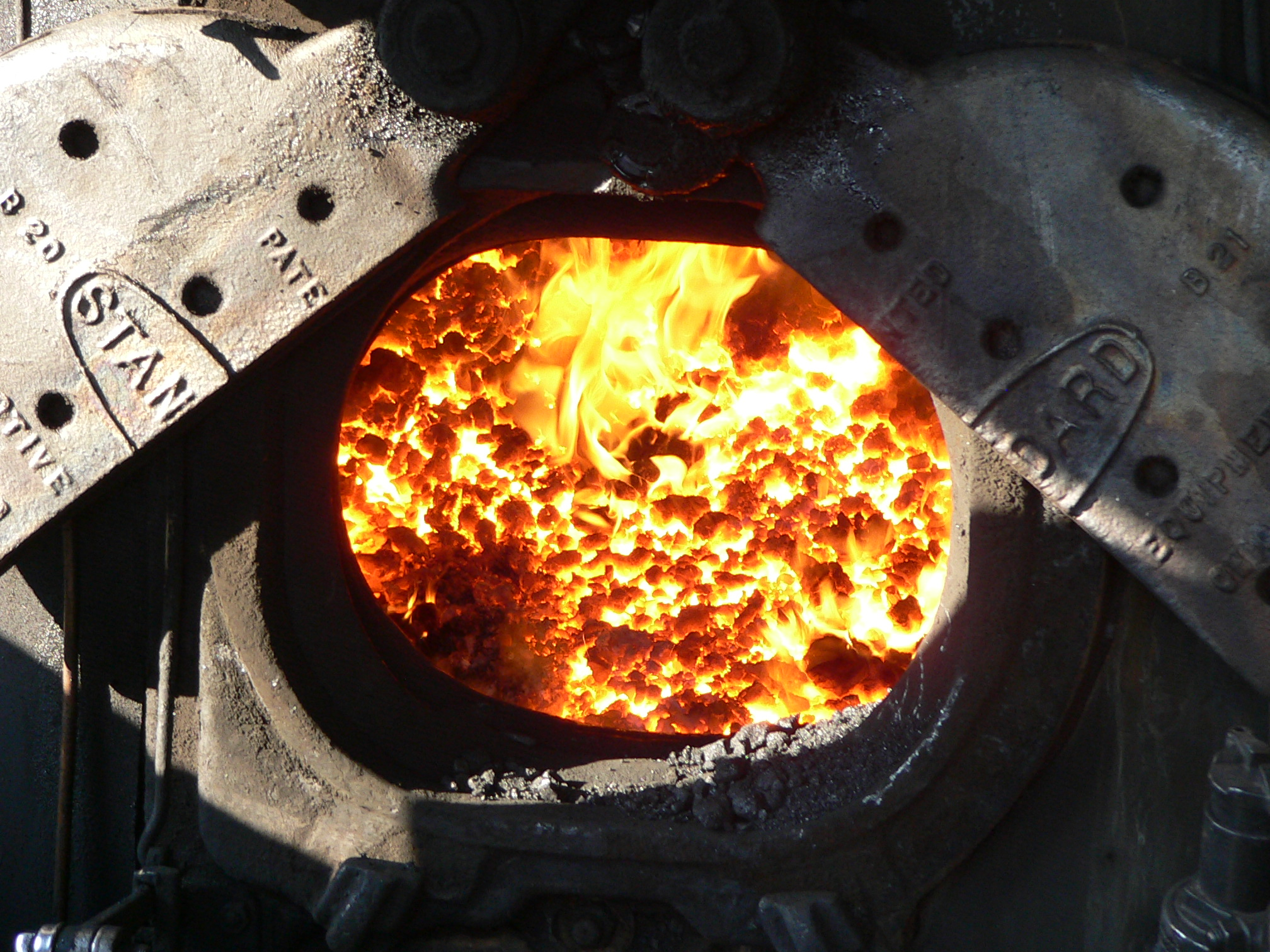
蒸汽火車的煤爐

兩類烹飪爐(古稱灶，固定的為灶，可移動的為爐)的原理

炉是一种提供燃料燃燒的容器，多以陶土燒製，亦有以木、石、金屬製成，有甕形、盆形，亦有四方形。使用方法為在底部鋪上灰，其上置放燃料（如煤炭），燃燒燃料時可用来取暖或加热物体，屬早期居家常用物品。
現代發明自動化設備，炉直接使用火（燃料爐）、电力（电弧炉、電磁爐）来加热，為常见家用或工业用设备。此現代化設備已全無原來「爐」之形象，反而「爐」的形象在宗教用具之「香爐」中保存下來。

## 家用炉
家用炉主要用于加热炉子中所盛物体，如空气、蒸汽或水。目前普遍使用的用于加热的燃料有天然气、燃料油、煤以及木材等；电力也常常用于炉子的加热，特别是在电力价格相对较低的地区。
- 炭爐，使用木炭作為燃料
- 瓦斯爐，使用液化天然氣（LNG）或液化石油氣（LPG）作為燃料
- 卡式爐，使用罐裝瓦斯作為燃料，野外露營時常見
- 電磁爐
- 電陶爐

## 延伸阅读
[在维基数据编辑]
 《欽定古今圖書集成·經濟彙編·考工典·爐部》，出自陈梦雷《古今圖書集成》